# Bad Breisig
Bad Breisig é uma cidade da Alemanha localizada no distrito de Ahrweiler, na associação municipal de Verbandsgemeinde Bad Breisig, no estado da Renânia-Palatinado.

## População da Cidade
| - 1815 – 1.341 - 1835 – 1.891 - 1871 – 1.953 - 1905 – 2.244 - 1939 – 2.735 | - 1950 – 3.546 - 1961 – 4.396 - 1970 – 5.383 - 1987 – 6.908 - 2005 – 9.010 |

## Política
|      | SPD | CDU | FDP | FWG | Total       |
| 2009 | 6   | 12  | 2   | 4   | 24 Cadeiras |
| 2004 | 8   | 11  | 2   | 3   | 24 Cadeiras |